# Gallus Anonimus
Gallus Anonymus (polonizirano Gall Anonim) je tradicionalno ime anonimnega avtorja kronike Gesta principum Polonorum (Dejanja  poljskih knezov), napisane v latinščini med letoma 1112 in  1118. Gallus se šteje za prvega zgodovinarja, ki je opisoval zgodovino Poljske. Njegova kronika je obvezno gradivo na univerzitetnem študiju poljske zgodovine. O avtorju je zelo malo znanega. Na splošno velja, da je bil tujec.

## Ime
Edini vir, ki omenja Galovo ime, je opomba varmijskega knezoškofa Marcina Kromerja (1512–1589) na margini folio 119 Heilsberškega rokopisa, ki se bere: 
"Gallus hanc historiam scripsit, monachus, opinor, aliquis, ut ex proemiis coniicere licet qui Boleslai tertii tempore vixit."
"To zgodovino je napisal Gallus, po mojem mnenju menih, ki je živel v času Boleslava III. Krivoustega, kar je moč slutiti iz uvoda."
Ali je imel Kromer besedo Gallus za njegovo lastno ime ali za njegovo narodnost, Gallus v tem obdobju običajno pomenil Francoza, knezoškof ne pojasnjuje.
Heilsberški rokopis, ena od treh ohranjenih prič Geste, je bil napisan med letoma 1469 in 1471. Od sredine 16. do 18. stoletja se je hranil v Heilsbergu (danes Lidzbark Warmiński, Poljska). Kasneje je bil po naročilu varmijskega knezoškofa Adama Stanislava Grabowskega (1698–1766) objavljen.

## Poreklo
Avtor Dejanj je o sebi napisal zelo malo, sodobni viri pa o njem ne pišejo ničesar. Avtor o sebi piše, da je bil pred prihodom na Poljsko neka časa na Ogrskem, kjer je srečal poljskega vojvodo Boleslava III. Krivoustega. Bil je romar, častilec sv. Egidija in vedel nekaj o Skandinaviji.
Zgodovinarji se strinjajo, da Gallusov slog pisanja kaže na precejšnjo izobrazbo, ki je bila na voljo samo plemičem in menihom, da je bil izkušen pisatelj in verjetno avtor več prejšnjih del. Danuta Borawska in Marian Plezia domnevata, da je pred Dejanji poljskih knezov napisal kroniko Gesta Hungarorum (Dejanja Madžarov) in Translatio Sancti Nicolai (Prevod sv. Nikolaja). Avtorici trdita, da je na njegov slog pisanja vplival nedavni literarni razvoj, takrat običajen le v severni Franciji in na Nizozemskem.
Gallusovo poreklo ni znano. Več teorij pravi, da je bil Francoz, morda iz Francije ali Flandrije, in menih iz samostana sv. Egidija v Provansi, Francija.
Francoski zgodovinar Pierre David je pred drugo svetovno vojno razvil teorijo, da je bil ogrski menih iz samostana sv. Egidija v Somogyvárju na Ogrskem in spremljal Boleslava III. na njegovi vrnitvi na Poljsko. Teorija je imela malo podpore.
Druge teorije trdijo, da je bil Benečan iz samostana sv. Egidija na Lidu, Benetke.
Po Tomažu Jasinskem, ki je leta 2008 objavil knjigo o Gallusu, je zgodovinar prišel na Poljsko preko slovansko govorečih dežel Trakije, Epirja, Dalmacije, Hrvaške in Istre in govoril italijansko in slovanske jezike.
Paul W. Knoll in Frank Schaer imata beneško teorijo za "prešibko, da bi jo lahko jemali resno", medtem ko profesor Jacek Banaszkiewicz bolj podpira francosko kot italijansko Galovo poreklo.